# Valdepiélagos
Valdepiélagos és un municipi de la Comunitat de Madrid, fronterer amb la província de Guadalajara.

## Demografia
Plantilla:Demography 15col

## Ecoaldea
En 1996, com a resultat de les preocupacions d'un grup de persones per minimitzar l'impacte negatiu que l'habitatge exerceix sobre el Medi ambient, neix La Ecoaldea (ecovila), un projecte pioner la filosofia del qual resideix en la creació d'una trentena de cases veritablement ecològiques, cases que se suposin un cicle ecològic en el qual tot es recicla i gens es perd.